# Jacques Joachim Yhombi-Opango
Jacques Joachim Yhombi-Opango, né le 14 janvier 1939 à Fort-Rousset (actuel Owando) en Afrique-Équatoriale française et mort le 30 mars 2020 à Neuilly-sur-Seine (France), est un militaire et homme politique congolais, président de la république populaire du Congo de 1977 à 1979.

## Biographie

### Famille
Jacques Joachim Yhombi-Opango naît le 14 janvier 1939 à Owando, alors appelé Fort-Rousset, dans la région de la Cuvette, au centre de la république du Congo. Ses parents sont de l'ethnie kouyou.
Il est marié à Marie-Noëlle et père d'une nombreuse progéniture.
Ses parents sont assassinés à Owando durant la guerre civile en 1997. Il est le père de Jean-Jacques Yhomby-Opango

### Carrière militaire
De 1947 à 1954, il fréquente l'école primaire de Fort-Rousset. À partir de l'année 1954, il est enfant de troupe à l'École militaire préparatoire Général Leclerc de Brazzaville. Il en sort en 1957 avec le grade de sergent.
Entre 1957 et 1960, il sert au Tchad.
De 1960 à 1962, il suit une formation d'officier en France, à l'École militaire interarmes de Saint-Cyr Coëtquidan, promotion capitaine Bourgin. Il en sort avec le grade de lieutenant.
De façon constante, depuis l'école primaire de Fort-Rousset jusqu'à l'école d'officiers, il a pour compagnon d'études, Marien Ngouabi, auquel des liens de parenté l'unissent.
De retour au Congo, il est nommé en septembre 1963 commandant de la première compagnie, puis du premier bataillon congolais.
En 1965, il est nommé Chef du cabinet militaire du Président Massamba-Débat.
En 1968, il est en poste à Moscou comme attaché militaire depuis deux ans, lorsque le capitaine Ngouabi supplante le Président Massamba-Débat. Rappelé à Brazzaville, il est nommé en août 1968 commandant du bataillon des paracommandos.
En septembre 1969, il est nommé chef d'État-major général avec le grade commandant. À ce poste, son intervention est décisive pour faire échouer le putsch du lieutenant Ange Diawara le 22 février 1972.
En janvier 1973, il est nommé colonel.
En octobre 1973, il est remplacé à la tête de l'armée par le capitaine Tsika Kabala et est nommé Inspecteur général des forces armées.
En janvier 1978, Yhombi-Opango devient général de brigade. Il est le premier officier Congolais élevé à ce grade.

### Les débuts en politiques (1969-1977)
Yhombi-Opango entre au Comité Central dès la création du Parti congolais du travail (PCT) en décembre 1969.
En juillet 1974, il est nommé ministre délégué auprès du président de la République, chargé de la Défense et de la Sécurité et des Postes et Télécommunications, en cumul de ses fonctions d'inspecteur général des forces armées.
Lors de la session extraordinaire du comité central du PCT de décembre 1975 qui procède à la radicalisation de la révolution congolaise, il est exclu du Comité central en même temps que Martin M'beri, et démis de son poste d'inspecteur général des armées. Il est ensuite nommé directeur de la Régie nationale des travaux publics.
Le 18 mars 1977, il se trouve à Owando pour l'inauguration d'un tronçon routier, au moment de l'assassinat du Président Ngouabi.

### La Présidence de la République (1977-1979)
Dans la nuit du 18 mars 1977, réuni d'urgence, l'État Major Spécial Révolutionnaire (EMSR), organe suprême du Parti, décide de sa propre dissolution et de l'institution d'un Comité Militaire du Parti chargé de gérer la crise. Au cours de la même nuit, le Comité Central du PCT entérine la décision. La mission du CMP est d'organiser les obsèques du Président et de diriger l'État jusqu'à la mise en place d'institutions définitives. Yhombi-Opango en est un des onze membres. Le décès de Marien Ngouabi et la mise en place du CMP sont annoncés officiellement le 19 mars. 
Il organise la veillée mortuaire des proches du président défunt à son domicile de Mpila.
Dans les jours suivants, une cour martiale est chargée de juger ceux que la Commission d'enquête désigne comme auteurs ou complices. Alphonse Massamba-Débat, présenté comme l'instigateur du complot contre son successeur, est condamné à mort. L'ancien Président de la République est exécuté dès le 25 mars 1977. Le lieutenant Mboro, le caporal Ontsou et plusieurs membres de la garde présidentielle sont également passés par les armes. Le capitaine Barthélemy Kikadidi, rayé des cadres de l'armée par Marien Ngouabi en 1970, chef du commando selon la version officielle, est condamné à mort par contumace.
Les obsèques de Ngouabi se tiennent le 2 avril 1977.
Le 3 avril 1977, le comité militaire du Parti communique sa structure définitive. Joachim Yhombi-Opango en est le numéro un et devient le quatrième président de la république du Congo.
Le 5 avril 1977, le CMP promulgue un Acte fondamental de 24 articles qui modifie plusieurs dispositions de la constitution. L'Assemblée nationale est dissoute. Ses pouvoirs et ceux du Comité Central du PCT sont transférés au CMP. Le même jour, Louis Sylvain-Goma est confirmé au poste de Premier ministre et forme le nouveau gouvernement.
Le 6 avril, il prête serment comme président de la république du Congo. Il déclare œuvrer dans la ligne de Marien Ngouabi pour l'édification d'une société socialiste. Dans la pratique, une inflexion à droite est notable durant son mandat. Les rapports avec la France, exécrables sous Ngouabi, s'améliorent et les relations diplomatiques sont rétablies avec les États-Unis, après 13 ans de rupture. 
Il s'efforce de restaurer la rigueur et l'efficacité dans l'administration publique. Le moindre manquement est réprimé chez les fonctionnaires. La perception des impôts et des droits de douane est menée de façon impitoyable. 
Cependant, les difficultés financières de l'État, apparues au cours des deux dernières années de la présidence de Ngouabi, compliquent la tâche du nouveau régime. L'État peine à tenir ses engagements (salaires, dette, etc.). L'heure est à l'austérité. Le gouvernement expulse les résidents illégaux et exproprie les commerçants ouest-africains qui, pour la plupart, sont dans ce cas. 
Sur le plan politique, le régime est autoritaire, de type policier. Un couvre-feu est en vigueur dans tout le pays, à partir de 18h00. Par la suite, il est porté à minuit. Les complices de l'assassinat de Marien Ngouabi (du moins ceux qui sont présentés comme tels) sont traqués sans relâche.
Le 3 janvier 1978, une Cour révolutionnaire d'exception ouvre le procès de 42 personnes, impliquées dans l'assassinat de Marien Ngouabi (en plus de ceux déjà condamnés par la cour martiale de 1977). Après un mois de débats, dix des accusés sont condamnés à mort. Tous sont originaires de la région du Pool et faisaient partie de l'entourage de Massamba-Débat.
Sollicité, il leur refuse la grâce présidentielle. Dans la nuit du 6 au 7 au février 1978, ils sont exécutés.
Diverses peines sont prononcées contre les autres accusés, proches de Massamba-Débat ou membres de la sécurité de Marien Ngouabi.
Quelques jours après l'exécution des condamnés, dans la nuit du 13 au 14 février 1978, le capitaine Kikadidi, considéré comme le chef du commando qui a assassiné Marien Ngouabi, et dans la clandestinité depuis près d'un an, est repéré dans le quartier de Makelekele où il se terrait, et est abattu.
Le 14 août 1978, le CMP dénonce un vaste complot en préparation, d'inspiration américaine. Une douzaine de personnes, dont Félix Mouzabakani, Bernard Kolelas, Patrice Mfina-Matsiona, Dieudonné Miakassissa, Alphonse Nzingoula et André Loufoua, est arrêtée. Les festivités prévues pour la fête nationale, le 15, sont annulées. Le procès des prétendus conspirateurs n'aura jamais lieu.
Courant 1978, le climat se détériore au sein du CMP. Le capitaine Pierre Anga publie un document intitulé "Ce qui nous divise et les moyens de conjurer une crise dans un processus révolutionnaire", qui dénonce des manœuvres souterraines de Dénis Sassou N'Guesso en vue de supplanter Yhombi-Opango et met en lumière son incurie comme ministre de la défense dans la protection du Président Ngouabi le 18 mars 1977. Sassou N'Guesso, premier vice-président du CMP, exige et obtient la suspension d'Anga du CMP pour diffamation.
Sassou N'Guesso, responsable des activités du parti et ministre de la Défense, allié à Thystère-Tchicaya, l'ancien numéro deux sous Ngouabi, pousse les organisations de masse du PCT (syndicat unique, jeunesse et femmes) à exiger une session extraordinaire du Comité central du PCT, en sommeil depuis l'institution du CMP. 
Yhombi-Opango, que son style martial et une communication déficiente, aux antipodes de celle de son prédécesseur, éloignent des populations, pâtit également d'une campagne de dénigrement menée par le clan Sassou N'Guesso, à travers des tracts qui dénoncent son train de vie et le mettent en cause dans l'assassinat de Ngouabi.
Devant l'agitation croissante dans le pays, il est contraint de convoquer le Comité Central. Le 5 février 1979, dès le premier jour de la session, le Comité Central du PCT dépose le CMP et Yhombi-Opango est démis de sa fonction de Président de la République. Dénis Sassou N'Guesso le remplace, à titre provisoire, dans l'attente du congrès extraordinaire du PCT en mars 1979.

### La traversée du désert (1979-1990)
Le 14 mars 1979, il est arrêté et mis en résidence surveillée à la "Cité des 17", au Nord-Ouest de Brazzaville. Des militaires proches de lui, dont Jean-Michel Ebaka et Pierre Anga, sont également arrêtés. Il est exproprié de ses biens, notamment sa résidence de Mpila.
En novembre 1984, après plus de 5 ans de détention sans jugement, il est libéré. Il se retire à Owando.
En juillet 1987, il est de nouveau arrêté. Il lui est reproché d'avoir fomenté le renversement de son successeur, Sassou N'Guesso. Plusieurs personnalités militaires et civiles, de l'ethnie kouyou pour la plupart, sont également appréhendées (Henri Eboundit, Jean-Michel Ebaka, Lecas Atondi-Momondjo, …). Le capitaine Anga refuse de se laisser arrêter et se réfugie dans la forêt proche d'Ikonongo. Il est abattu un an plus tard par l'armée.
En août 1990, le contexte international et la pression intérieure, notamment la fronde du syndicat unique, contraignent le régime de Sassou N'Guesso à amorcer la démocratisation de la vie publique. Yhombi-Opango retrouve la liberté, comme tous les autres prisonniers politiques. Dans la foulée, il intente un procès à l'État pour l'expropriation de ses biens après son renversement. Il le gagne et récupère tous ses biens. Les dommages et intérêts s'élèvent à près de 1 milliard de francs CFA.

### Deuxième carrière politique (1990-1997)
Il crée à la fin de 1990 le Rassemblement pour la Démocratie et le Développement (RDD). Les principales personnalités qui le rejoignent sont Jacques Okoko, Saturnin Okabe, Marius Mouambenga et Anaclet Tsomambet. Son parti prend part à la Conférence et se positionne dans l'opposition au régime de Sassou-Nguesso.
Le RDD appuie l'élection d'André Milongo au poste de Premier ministre, et place deux ministres dans le gouvernement de transition.
En 1992, Yhombi-Opango est élu député d'Owando. À l'élection présidentielle de 1992, il termine sixième avec 5 % des voix, récoltés principalement auprès de l'électorat issu du Nord du pays.
Le RDD entre dans la coalition de gouvernement conduite par l'UPADS du nouveau Président de la République Pascal Lissouba.
Yhombi-Opango préside la mouvance présidentielle et à ce titre signe l'accord pouvoir-opposition du 3 décembre 1992, après la dissolution de l'Assemblée Nationale.
La mouvance présidentielle gagne les élections législatives anticipées de 1993, et lui-même est réélu député d'Owando. Cependant la coalition URD-PCT conteste les résultats dans plusieurs circonscription. Pascal Lissouba le nomme Premier ministre le 15 juin 1993. L'opposition, qui a boycotté le second tour, puis appelé à une désobéissance civile, forme un gouvernement parallèle, dirigé par Jean-Pierre Thystère-Tchicaya. Celui-ci n'aura qu'une existence éphémère.
Il commence son mandat dans un climat d'insurrection. Pendant plusieurs mois, les milices des deux camps commettent tueries et pillages dans le pays.
En janvier 1994, à la suite d'accords politiques et de l'arbitrage d'un collège de juristes africains, la mouvance présidentielle est confirmée dans victoire électorale. Il peut enfin gouverner dans un climat relativement apaisé. 
Cependant, les recettes de l'État sont insuffisantes et la dévaluation de 50 % du franc CFA début 1994 limite sa marge de manœuvre. Sous l'égide des institutions de Bretton-Woods, il met en œuvre la réduction des dépenses publiques, notamment le recensement des agents de l'État, qui met au jour plusieurs fonctionnaires fantômes, et suppression de la journée de travail du samedi (avec réduction conséquente de la rémunération). En dépit de ses actions, le gouvernement peine à honorer ses engagements s'agissant de la dette publique intérieure et accumule les mois de salaire impayés. Cet état de fait accentue la paupérisation des fonctionnaires. La corruption atteint des proportions inquiétantes.
Parallèlement, l'infrastructure sociale du pays continue de se dégrader. La santé publique et de l'éducation nationale, affectées par la clochardisation de leurs agents, le délabrement des installations et du matériel et des grèves sectorielles, sont les domaines les plus touchés.
L'armée est secouée de mutineries, dont la portée est cependant limitée.
Courant 1996, Pascal Lissouba, soucieux de sa réélection, est à la recherche d'un second souffle. Il le remplace par Charles David Ganao, le 27 août 1996. Son bilan à la tête du gouvernement est très mitigé.
En lot de consolation, il est nommé Directeur de campagne de Pascal Lissouba pour l'élection présidentielle de 1997.
En mai 1997, la querelle du tipoye, lancée par Jacques Okoko, membre du RDD, dégénère et un membre de la garde personnelle de Sassou-Nguesso, abat un soldat des FAC à Owando. C'est l'élément précurseur de la guerre civile de 1997.

### L'exil (1997-2007)
Le 15 octobre 1997, la victoire des forces de Sassou-Nguesso sur le régime de Lissouba le contraint à la fuite. Il trouve refuge au Gabon, avant de s'installer en exil en Côte d'Ivoire, puis en France.
En décembre 2001, il est condamné par contumace à 20 ans de travaux forcés pour crimes économiques (bradage des ressources pétrolières du pays).
En 2007, il bénéficie d'une loi d'amnistie votée par le gouvernement de Sassou-Nguesso. Le 10 août, il rentre au Congo. Depuis, il tente de redynamiser son parti, le RDD.

### Mort
L'ancien président meurt le 30 mars 2020 à l'hôpital américain de Paris de Neuilly-sur-Seine des suites du Covid-19 à l'âge de 81 ans.